# アレクサンドル・アレクサンドロフ (作曲家)
アレクサンドル・ヴァシーリエヴィチ・アレクサンドロフ（ロシア語: Алекса́ндр Васи́льевич Алекса́ндров, ラテン文字転写: Alexander Vasilyevich Alexandrov、1883年4月13日（ユリウス暦4月1日） - 1946年7月8日）はソビエト連邦の作曲家、陸軍軍人。モスクワ音楽院教授、陸軍少将。人民芸術家、ソビエト連邦国家賞受章。
ソ連国歌を作曲し、またアレクサンドロフ・アンサンブルを創設したことで知られる。

## 概要

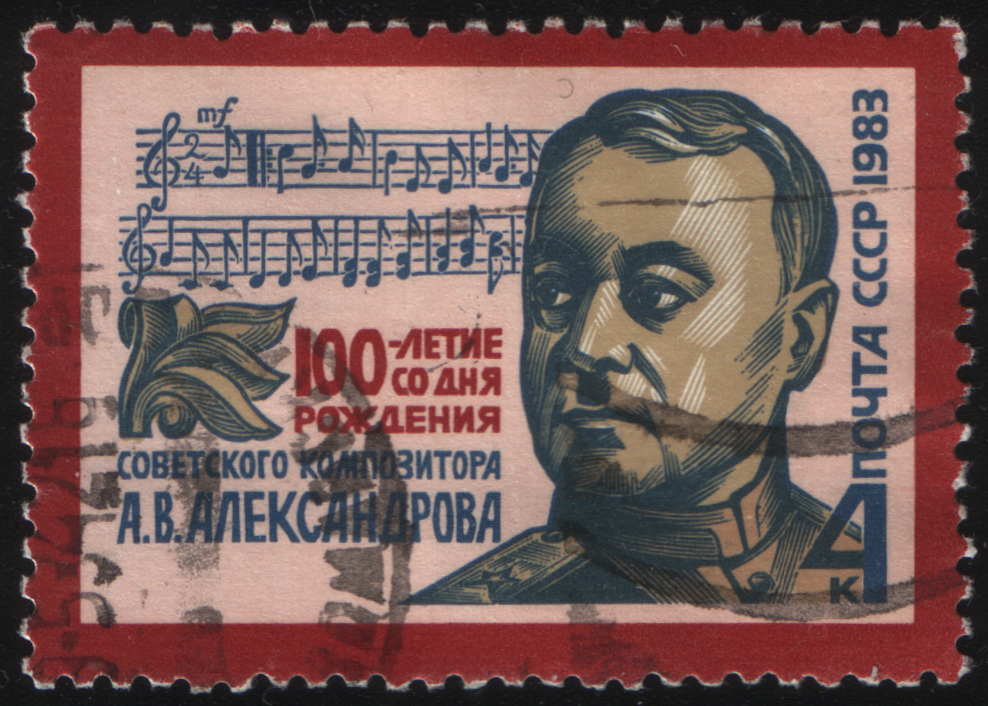
アレクサンドロフ生誕100周年記念切手（1983年発行）

1883年4月13日、アレクサンドロフはモスクワ近郊の集落で生まれた。
1928年、労農赤軍に属するアレクサンドロフ・アンサンブルを創設し同団の指揮者を務める。1936年にはのちのソ連国歌を作曲、ヨシフ・スターリンの庇護を受けた。
1946年に巡業先のベルリンで死去。
息子ボリス・アレクサンドロヴィチ・アレクサンドロフも同じ道を歩み、父と同じ陸軍少将として、また父亡き後のアレクサンドロフ・アンサンブル指揮者を継ぎ1987年まで在籍した。

## 作曲した主な曲
- ソ連国歌 （セルゲイ・ミハルコフ作詞)
- 聖なる戦い （ヴァシリー・レベジェフ＝クマチ作詞）
- 聖なるレーニンの旗 （オシップ・コルイチョフ（ロシア語版）作詞）
- ソビエト陸軍の歌 （オシップ・コルイチョフ作詞）